# Louis-Michel van Loo
Louis-Michel van Loo (Toló, 2 de març de 1707 - París, 20 de març de 1771) va ser un pintor francès. El seu estil pot considerar-se del barroc final, enllaçant amb l'academicisme del neoclàssic.
Procedent d'una família de pintors d'origen holandès establerts a França. Va estudiar amb el seu pare, el també pintor Jean-Baptiste van Loo, a Torí i Roma, i més tard a París, on va freqüentar l'Acadèmia Francesa. Allà, va guanyar un premi en la Académie Royale de Peinture et de Sculpture el 1725. Torna a Roma amb el seu oncle, el també pintor Charles-André van Loo i hi viu entre 1727 i 1732. Poc després esdevé pintor de cambra de la cort de Torí.
En tornar a París, és contractat per Felip V d'Espanya, aconsellat per Jean Ranc, per a ser el nou pintor de cambra de la cort espanyola a Madrid, a on arriba el 1737. En aquesta ciutat, va ser membre fundador de l'Acadèmia de Belles Arts de San Fernando el 1752. Testimoniatge d'aquesta relació és el seu quadre Venus i Mercuri, conservat en aquesta institució.
La seva obra més important d'aquest període és un retrat col·lectiu d'extraordinàries dimensions: La Família de Felip V (1743), en el qual apareix el rei envoltat dels seus fills (entre ells els futurs reis Ferran VI i Carles III) i la seva segona dona, Isabel Farnese.
Abandona el càrrec de pintor de cambra de la cort espanyola el 1752, i torna a París el 1753, on va pintar nombrosos retrats de Lluís XV de França. El 1765 va succeir a Charles-André com a director de l'escola especial de l'Acadèmia Francesa coneguda com a École Royale des Élèves Protégés (escola real d'alumnes protegits). Entre els seus germans van estar els també pintors François van Loo (1708-1732) i Charles-Amédée-Philippe van Loo (1719-1795).

## Galeria

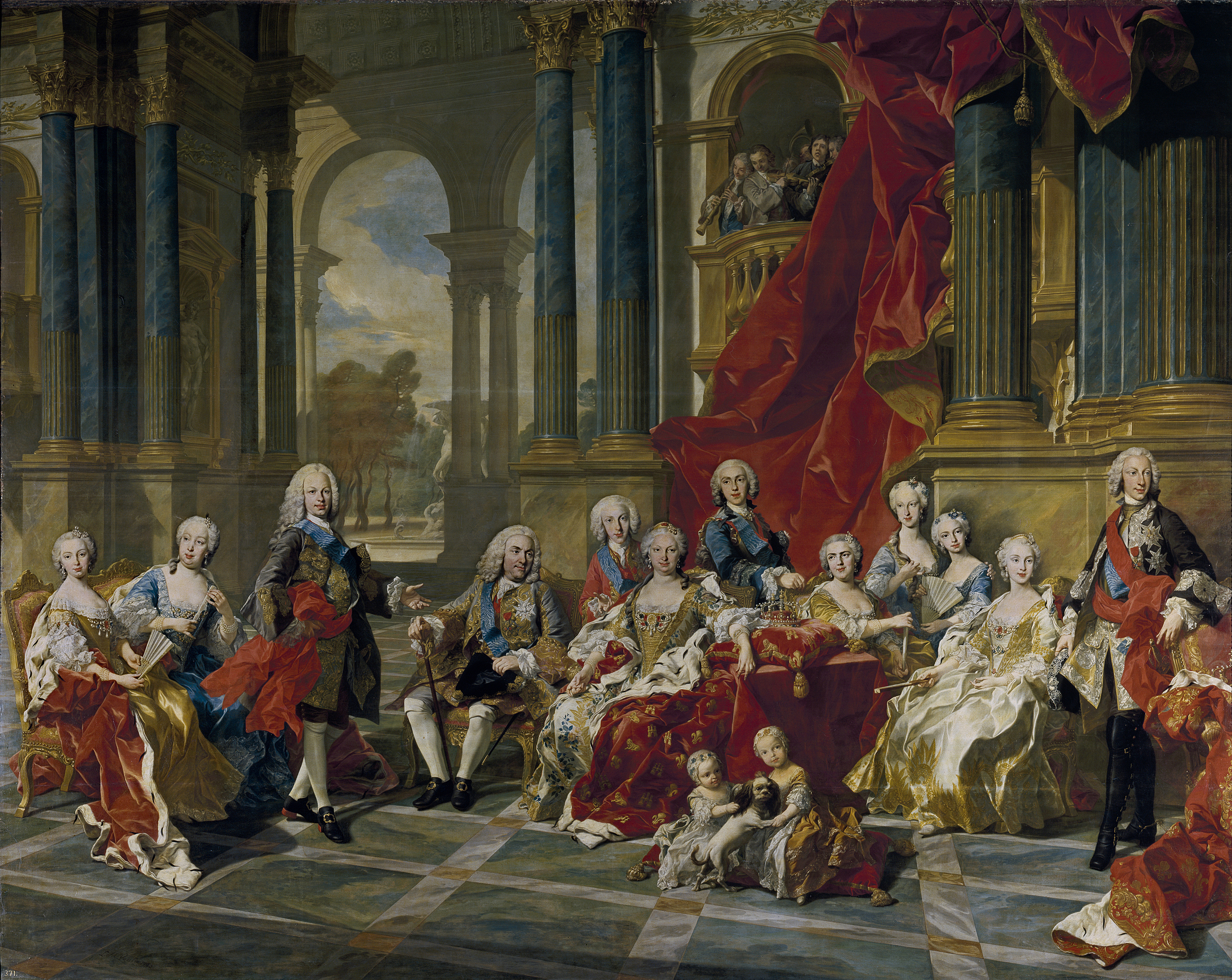
La Família de Felip V, 1743, Museu del Prado
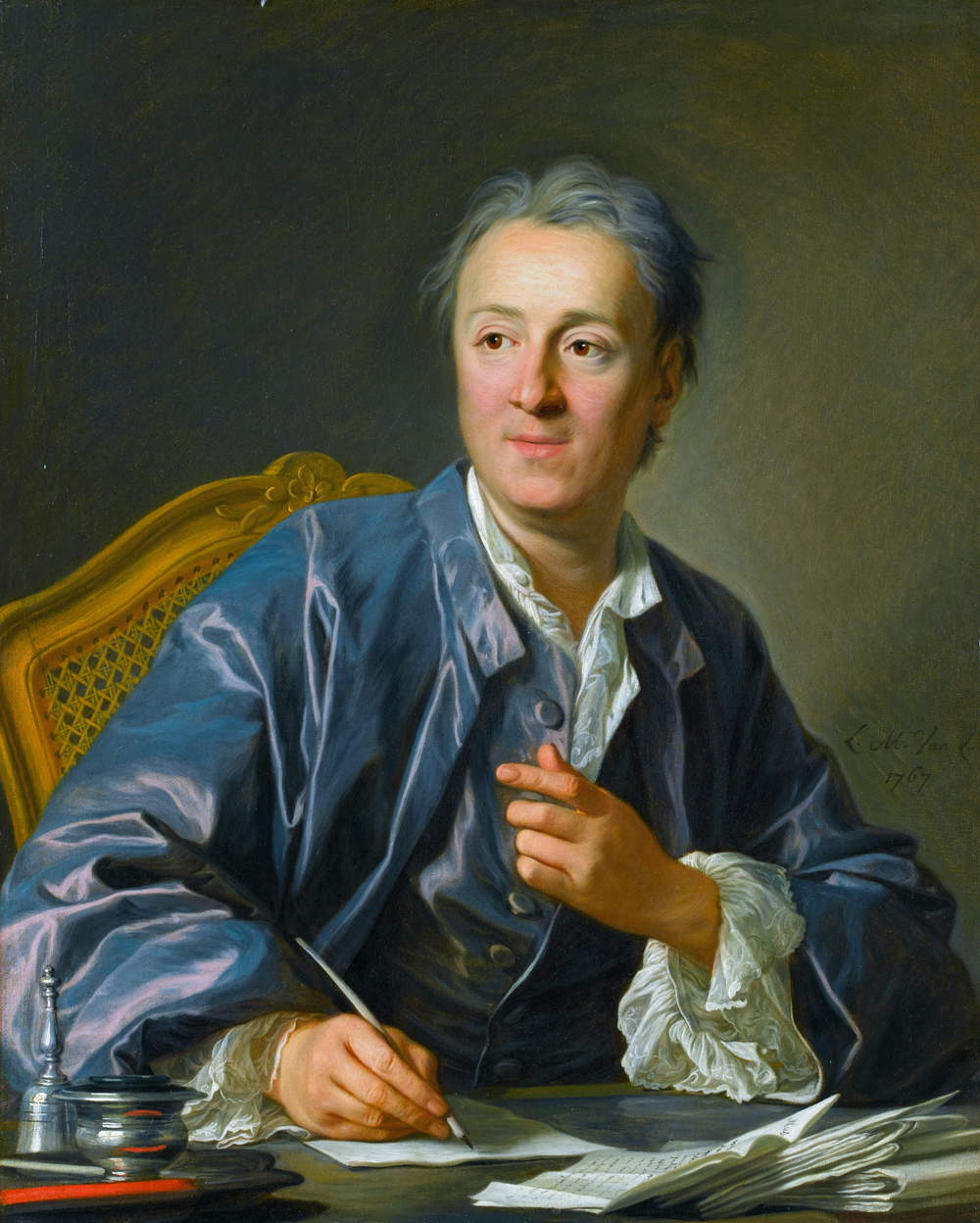
Retrat de Denis Diderot, 1767
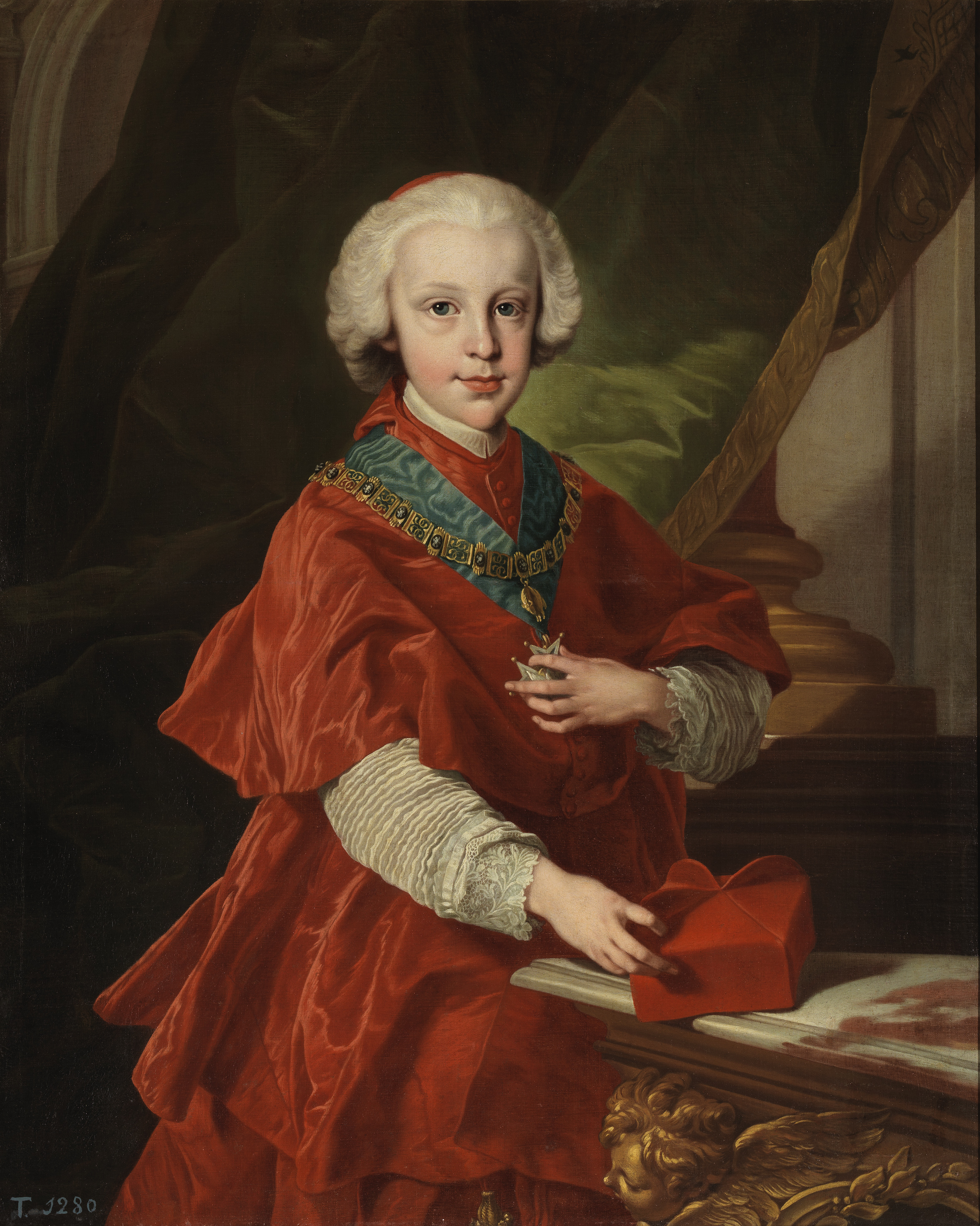
L'infant Don Lluís d'Espanya, arquebisbe de Toledo i Primat d'Espanya, c.1737
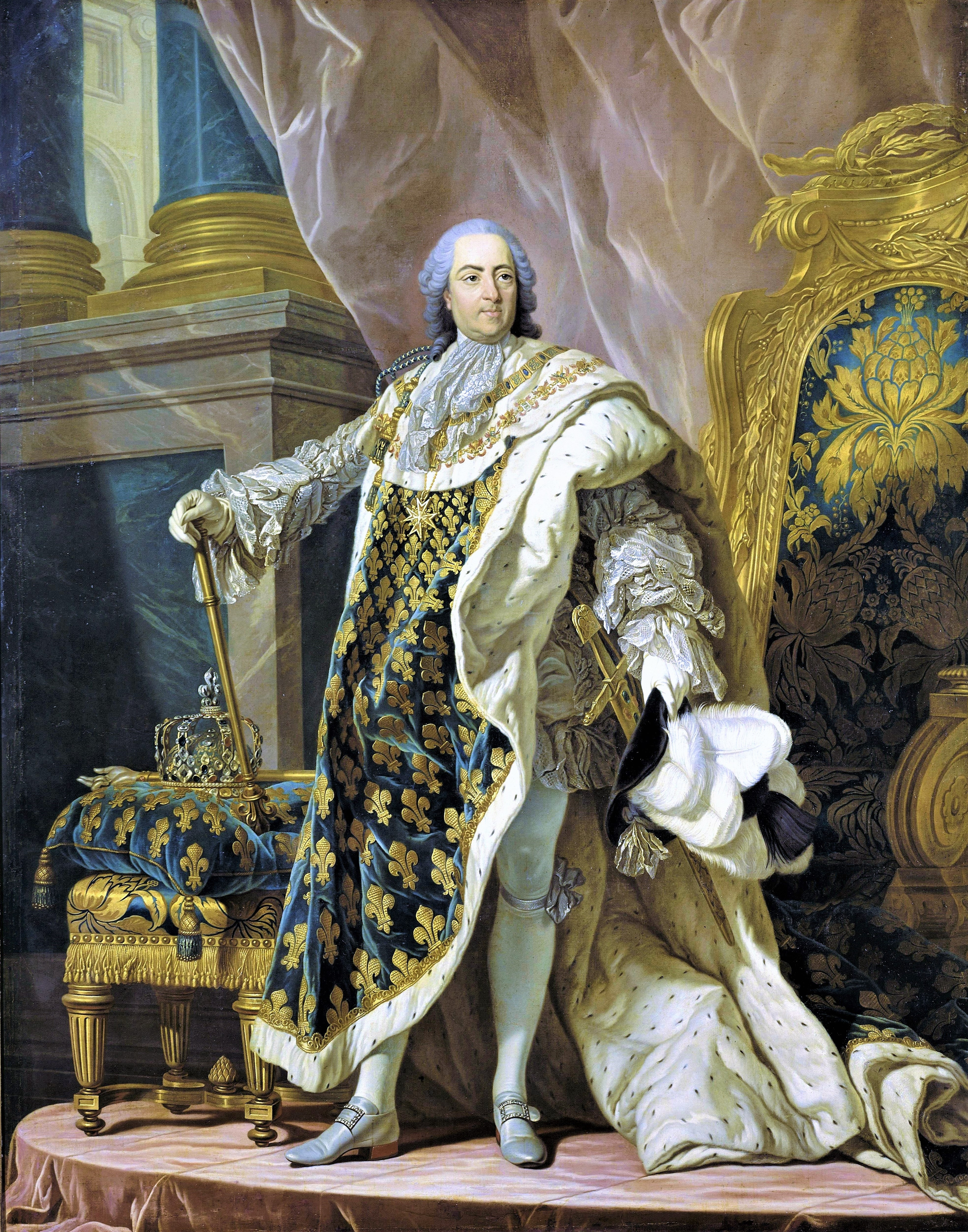
Lluís XV de França, Palau de Versalles